# Bolitaena massyae
Bolitaena massyae is een inktvissensoort uit de familie van de Bolitaenidae. De wetenschappelijke naam van de soort is voor het eerst geldig gepubliceerd in 1924 door Robson.